# 버디 콜
버디 콜(Buddy Cole, 1916년 12월 15일 ~ 1964년 11월 5일)은 재즈의 감각을 지닌 피아노와 오르간 주자이다. 일리노이주 어빙 태생. 1934년에 할리우드 극장 오르간 주자가 되었으며 후에 프란키 트란바우어, 알비노 레이 악단 등에 참가하였다. 1943년경부터는 스튜디오 음악가가 되어 빙 크로스비나 그 밖의 가수의 반주를 맡는 한편 자기의 트리오에 의한 레코드도 만들었다. 신선한 정서와 경쾌한 스윙감이 그의 특질이다. 피아노로는 <콜 포더를 연주하다>, 오르간으로는 <봉고의 향연>의 음반이 호평을 받았다.